# Várkesző
Várkesző je vas na Madžarskem, ki upravno spada pod podregijo Pápai Županije Veszprém.